# Praat
Praat (niederländisch praat ‚die Rede, das Gesprochene‘) ist eine freie Software für phonetische Analysen auf Signalbasis. Die Software wird von Paul Boersma und David Weenink am Institute of Phonetic Sciences an der Universität Amsterdam entwickelt. Sie ist bekannt für ihre vielseitigen und modernen Analysemethoden und hat sich im Bereich der Sprach- und Kommunikationswissenschaften als Quasistandard etabliert. Die Software wird ständig erweitert und verbessert, wobei 10 bis 20 Programmversionen pro Jahr keine Seltenheit sind.
Praat bietet eine große Vielzahl an Optionen, vor allem zur skriptbasierten Bearbeitung, wobei eigene Skripte relativ problemlos in die grafische Oberfläche integriert werden können. Eine einfache Experimenterstellung und Ergebniserfassung sind ebenso möglich wie die vektorbasierte grafische Darstellung von Ergebnissen. Neben einer recht intuitiven und übersichtlichen Benutzbarkeit, der Darstellung von Spektrogrammen und der großen Funktionsvielfalt (erwächst aus dem Open-Source-Gedanken, daher auch die regelmäßigen und zahlreichen Aktualisierungen), spricht für Praat die kostenlose Nutzbarkeit. Nachteile der Software sind unter anderem, dass nur immer eine Datei auf einmal eingelesen werden kann, lange Soundfiles sind nur eingeschränkt bearbeitbar, Stereofiles ebenso. Es gibt ein übersichtliches Online-Handbuch und eine rege User-Group (siehe Weblinks).
Praat ist für Windows, macOS und Linux verfügbar. In Debian-Systemen ist die Software über den Paketmanager zu beziehen.